# Castile (Nowy Jork)
Castile – miasto w Stanach Zjednoczonych, w stanie Nowy Jork, w hrabstwie Wyoming.